# Paolo Jager
Paolo Jager (* 20. August 2003) ist ein österreichischer Fußballspieler.

## Karriere
Jager begann seine Karriere bei der SV Mattersburg. Zur Saison 2014/15 wechselte er zum FC Admira Wacker Mödling. Zur Saison 2016/17 wechselte er zum SC Wiener Neustadt. Zur Saison 2017/18 kam er in die Akademie des Wolfsberger AC, in der er bis 2021 sämtliche Altersstufen durchlief. Im August 2020 spielte er erstmals für die Amateure der Kärntner in der Regionalliga. In zwei Spielzeiten bei den WAC-Amateuren kam er zu 39 Einsätzen, in denen er fünf Tore erzielte.
Zur Saison 2022/23 wechselte er zum Zweitligisten Grazer AK, bei dem er einen bis Juni 2024 laufenden Vertrag erhielt. Sein Debüt in der 2. Liga gab er im Juli 2022, als er am ersten Spieltag jener Saison gegen den Floridsdorfer AC in der 59. Minute für Thorsten Schriebl eingewechselt wurde. Für den GAK kam er zu insgesamt 35 Zweitligaeinsätzen. Mit den Grazern stieg er 2024 in die Bundesliga auf. Daraufhin verließ er das Team aber per Vertragsende.
Zur Saison 2024/25 wechselte Jager zum Regionalligisten Kremser SC. Für Krems kam er zu 19 Einsätzen in der Ostliga. Zur Saison 2025/26 wechselte er in die Regionalliga Mitte zum ASK Voitsberg.